# Bardiani CSF/Saison 2019
Diese Liste beschreibt die Mannschaft und die Erfolge des Radsportteams Bardiani CSF in der Saison 2019.

## Erfolge in der UCI Asia Tour
In der Saison 2019 gelangen dem Team nachstehende Erfolge in der UCI Asia Tour.
| Datum        | Rennen                          | Kat. | Sieger          |
| ------------ | ------------------------------- | ---- | --------------- |
| 24. Juli     | 10. Etappe Tour of Qinghai Lake | 2.HC | Andrea Guardini |
| 8. September | 2. Etappe Tour of China I (EZF) | 2.1  | Mirco Maestri   |

## Erfolge in der UCI Europe Tour
In der Saison 2019 gelangen dem Team nachstehende Erfolge in der UCI Europe Tour.
| Datum    | Rennen                          | Kat. | Sieger          |
| -------- | ------------------------------- | ---- | --------------- |
| 17. März | 3. Etappe Istrian Spring Trophy | 2.2  | Andrea Guardini |

## Mannschaft
| Teamkader 2019                     | Teamkader 2019     | Teamkader 2019 | Teamkader 2019                              |
| Name                               | Geburtsdatum       | Land           | Vorheriges Team                             |
| ---------------------------------- | ------------------ | -------------- | ------------------------------------------- |
| Vincenzo Albanese                  | 12. November 1996  | Italien        | Hopplà-Petroli Firenze (2016)               |
| Enrico Barbin                      | 4. März 1990       | Italien        | Trevigiani Dynamon Bottoli (2012)           |
| Michael Bresciani                  | 20. Dezember 1994  | Italien        |                                             |
| Giovanni Carboni                   | 31. August 1995    | Italien        | Colpack (2017)                              |
| Luca Covili                        | 10. Februar 1997   | Italien        | Mastromarco Sensi Nibali (2018)             |
| Andrea Guardini                    | 12. Juni 1989      | Italien        | UAE Team Emirates (2017)                    |
| Mirco Maestri                      | 26. Oktober 1991   | Italien        | General Store Bottoli Zardini (2015)        |
| Marco Maronese                     | 25. Dezember 1994  | Italien        | Zalf Euromobil Désirée Fior (2016)          |
| Umberto Orsini                     | 6. Dezember 1994   | Italien        |                                             |
| Alessandro Pessot                  | 1. Juli 1995       | Italien        | Friuli (2018)                               |
| Francesco Romano                   | 9. Juli 1997       | Italien        | Colpack (2018)                              |
| Lorenzo Rota                       | 23. Mai 1995       | Italien        | Unieuro Wilier (2015)                       |
| Daniel Savini                      | 26. September 1997 | Italien        | Maltinti Lampadari-Banca di Cambiano (2017) |
| Manuel Senni                       | 11. März 1992      | Italien        | BMC Racing Team (2017)                      |
| Paolo Simion                       | 10. Oktober 1992   | Italien        | Zalf Euromobil Désirée Fior (2013)          |
| Alessandro Tonelli                 | 29. Mai 1992       | Italien        | Zalf Euromobil Désirée Fior (2014)          |
| Luca Wackermann (1. Jan.–31. Jul.) | 13. März 1992      | Italien        | Al Nasr-Dubai (2016)                        |
|                                    |                    |                |                                             |
| Quelle: ProCyclingStats            |                    |                |                                             |